# Chanatip Sonkham
Chanatip Sonkham, taj. ชนาธิป ซ้อนขำ (ur. 1 marca 1991 w Phattalung) – tajska zawodniczka taekwondo, brązowa medalistka olimpijska.
Brązowa medalistka igrzysk olimpijskich w Londynie w 2012 roku w kategorii do 49 kg.
Jest dwukrotną brązową medalistką mistrzostw Azji (2010, 2012) oraz brązową medalistką igrzysk azjatyckich w 2010 roku.